# Alpaida utcuyacu
Alpaida utcuyacu är en spindelart som beskrevs av Levi 1988. Alpaida utcuyacu ingår i släktet Alpaida och familjen hjulspindlar.
Artens utbredningsområde är Peru. Inga underarter finns listade i Catalogue of Life.